# 丰溪街道
丰溪街道，是中华人民共和国江西省上饶市广丰区下辖的一个乡镇级行政单位。

## 行政区划
丰溪街道下辖以下地区：
苏塘社区、五角塘社区、小康城社区、南屏社区、塘墀社区、金墀社区、卧龙城社区、三都村、大石山村、黄家淤村和朱坞村。